# ورزشگاه لنزداون رود
ورزشگاه لنزداون رود (به ایرلندی:Bóthar Lansdúin) یک ورزشگاه در دوبلین، پایتخت جمهوری ایرلند بود که برای مسابقات فوتبال و راگبی ۱۵ نفره مورد استفاده قرار می‌گرفت. این ورزشگاه در سال ۲۰۰۷ تخریب شد تا جای خود را به ورزشگاه آویوا دهد که نهایتاً در سال ۲۰۱۰ گشایش یافت.
این ورزشگاه تا مدت‌ها میزبان مسابقات خانگی تیم ملی فوتبال جمهوری ایرلند نیز بوده‌است.